# كارل جوزيف كوهن
كارل جوزيف كوهن (بالألمانية: Karl Gottlob Kühn)‏ هو جراح ألماني، ولد في 12 يوليو 1754 في Spergau ‏ في ألمانيا، وتوفي في 19 يونيو 1840 في لايبزيغ في ألمانيا.